# Craig Cunningham
Craig Cunningham, född 13 september 1990, är en kanadensisk före detta professionell ishockeyspelare som spelat för Boston Bruins och Arizona Coyotes i NHL. Han har tidigare spelat på lägre nivåer för bland annat Providence Bruins i AHL och Portland Winterhawks och Vancouver Giants i WHL.
Cunningham draftades i fjärde rundan i 2010 års draft av Boston Bruins som 97:e spelare totalt.
Hösten 2016 överlevde Cunningham ett 83 minuter långt hjärtstopp efter att ha fallit ihop på isen inför en match. Som en följd av hjärtstoppet tvingades han amputera ett ben.